# 南足柄市体育センター
南足柄市体育センター（みなみあしがらしたいいくセンター）は、神奈川県南足柄市にある総合スポーツ施設である。

## 概要
1984年4月に落成。1990年10月に温水プールが完成。2008年4月より指定管理者として三幸株式会社が、さらに2014年4月からは静岡ビル保善・シンコースポーツ共同事業体が管理運営に当たっている。
2009年度の利用者数は、総合体育館で15万人、体育センター全体で25万人を超えている。

## 施設
- 総合体育館
  - 第1体育室
    - 面積 - 2,179m2
    - 利用可能数 - バレーボール 4面、バスケットボール 3面、バドミントン 12面など
    - 観客席数 - 固定席 688人、可動席 816人 合計 1,504人

  - 第2体育室
    - 面積 - 481m2
    - 利用可能数 - 剣道、柔道、空手など

  - 第3体育室
    - 面積 - 759m2
    - 利用可能数 - バレーボール、バスケットボール、バドミントンなど

  - 多目的室
  - トレーニングルーム
    - 2014年4月リニューアル　トレーナーが配置されたことによりトレーニング講習会は廃止し、利用者登録は営業時に随時受付をしている。利用は高校生以上に限る。

  - 卓球場 - 卓球台 6面
  - ジョギングコース 230m
  - 会議室など
- テニスコート
  - 面積 - 2,664m2
  - コート4面
- 多目的グラウンド
  - 面積 - 11,810m2
- 温水プール
- 弓道場 - 6人立
- 相撲場 - 土俵 2面

## 主な大会・イベント
- Vリーグ富士フイルム・プラネッツ（廃部）のホームゲームが開催されていた。1997年10月のかながわ・ゆめ国体では、バレーボールの会場として使用された。
- 1990年代まではプロレス興行にも使用された。

## 関連施設
- 南足柄市運動公園

## 交通アクセス
- 伊豆箱根鉄道大雄山線和田河原駅 徒歩8分
- 小田急線開成駅から箱根登山バス和田河原駅経由関本（大雄山駅） ゆき「富士ゼロックス前」下車徒歩5分　※土曜・休日は朝1本のみ